# Ligne de Lézan à Saint-Jean-du-Gard
La ligne de Lézan à Saint-Jean-du-Gard est une ancienne ligne ferroviaire française à écartement standard et à voie unique dans le département du Gard, en France. Elle reliait la gare de Lézan à celle de Saint-Jean-du-Gard. La section de ligne entre Anduze et Saint-Jean-du-Gard est désormais exploitée par le Train à vapeur des Cévennes.

## Histoire
La section entre Lézan et Anduze est concédée à la Compagnie des chemins de fer de Paris à Lyon et à la Méditerranée (PLM) par une convention entre le Ministre des travaux publics et la compagnie signée le 3 juillet 1875. Cette convention a été approuvée à la même date par une loi qui déclare simultanément la ligne d'utilité publique.
La loi du 17 juillet 1879 (dite plan Freycinet) portant classement de 181 lignes de chemin de fer dans le réseau des chemins de fer d’intérêt général retient en n° 153, une ligne d'Anduze à un point de la ligne de Rodez à Millau, entre Sévérac-le-Château et Millau, avec embranchement sur Florac.
La section entre Anduze et Saint-Jean-du-Gard est concédée à titre éventuel à la Compagnie des chemins de fer de Paris à Lyon et à la Méditerranée par une convention signée entre le ministre des Travaux publics et la compagnie le 26 mai 1883. Cette convention est approuvée par une loi le 20 novembre suivant. Elle est déclarée d'utilité publique par une loi le 27 juillet 1897.
Elle a été fermée aux voyageurs en 1940, puis aux marchandises en 1971 sur la portion Anduze à Saint-Jean-du-Gard, et en 1989 entre Lézan et Anduze.
Dès 2019, la voie est déposée sur la section entre Lézan et Anduze, ainsi que certains ponts métalliques sur cette même portion, dans le but d'ouvrir une voie-verte cyclable.

## Exploitation touristique

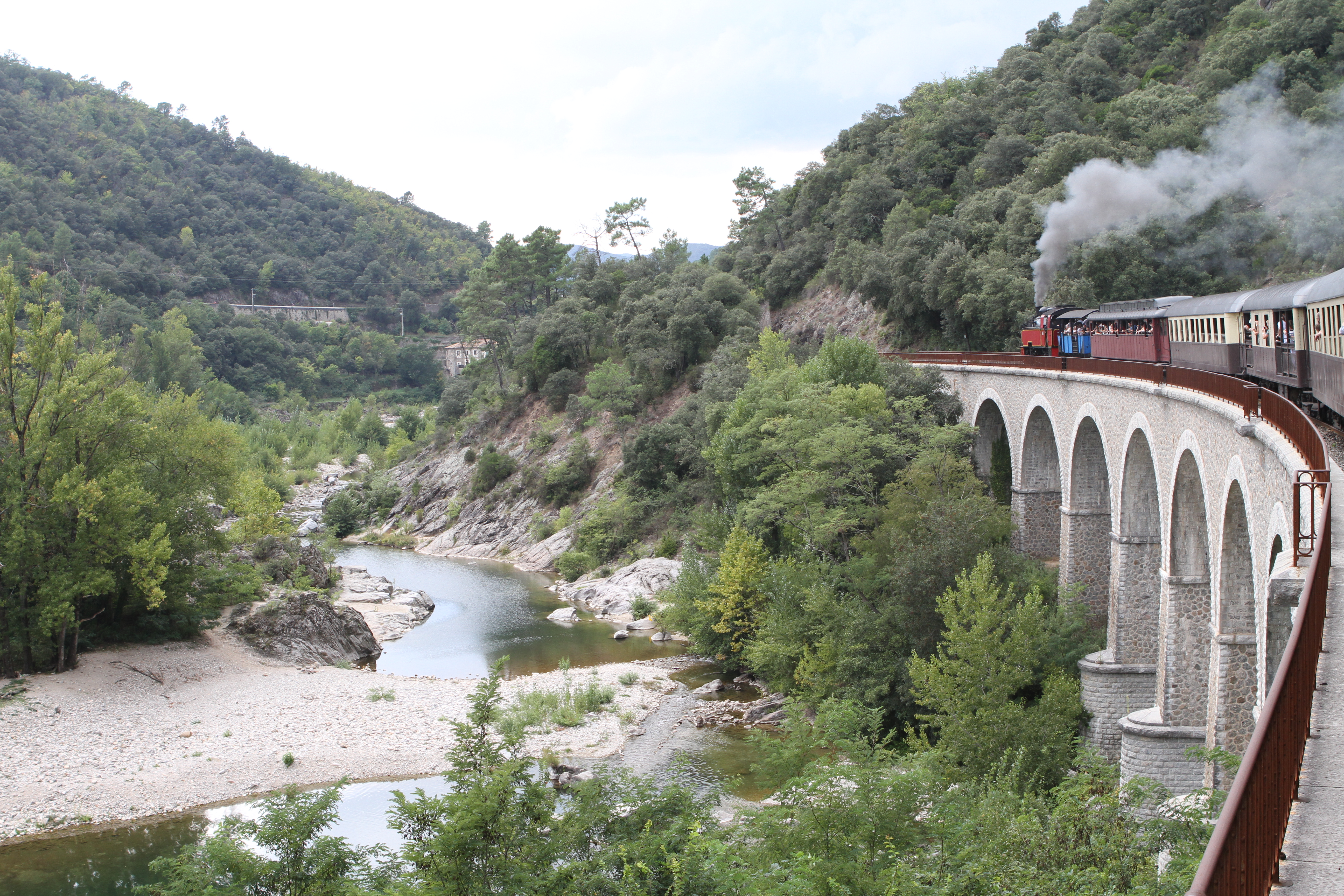
Le train à vapeur des Cévennes

Des passionnés sauvent la ligne des Cévennes et créent l'association « Train à vapeur des Cévennes », le projet de train touristique entre Anduze et Saint-Jean-du-Garddevient réalité le 3 juin 1982. L'exploitation est un succès, le train transporte environ 30 000 voyageurs chaque saison, mais les membres se séparent et mettent fin à leur association en 1985. Le 1er mai 1986, elle a repris l'exploitation de la ligne touristique du train à vapeur des Cévennes. L'association a été transformée en société (SAS) en 1987.